# Хофман, Йёрг (саночник)
Йёрг Хофман (нем. Jörg Hoffmann; 15 марта 1963, Зондерсхаузен, округ Эрфурт, ГДР) — титулованный немецкий саночник, выступавший за сборную ГДР в середине 1980-х — начале 1990-х годов. Принимал участие в двух зимних Олимпийских играх и выиграл на них две медали: бронзовую на играх 1984 года в Сараево и золотую на играх 1988 года в Калгари — обе в паре с Йохеном Пицшем. Прежде чем закрепиться во взрослой национальной команде, одержал уверенную победу на молодёжном чемпионате мира 1982 года Лейк-Плэсиде.
Йёрг Хофман является обладателем семи медалей чемпионатов мира, в его послужном списке четыре золотые награды (двойки: 1983, 1985, 1987; смешанные команды: 1990), одна серебряная (одиночки: 1985) и две бронзовые (двойки: 1989, 1990). Спортсмен трижды становился призёром чемпионатов мира, в том числе дважды был первым (двойки и смешанные команды: 1990) и один раз вторым (двойки: 1986). Лучший результат на Кубке мира показал в сезоне 1983—1984, когда по итогам всех этапов выиграл в общем зачёте программы мужских парных заездов. В сезоне 1988—1989 ему удалось подняться до третьей позиции.
Карьеру профессионального спортсмена окончил в 1990 году, так как после объединения сборных ФРГ и ГДР не смог выдержать конкуренции со стороны молодых немецких саночников.